# Elías González Medina
Elías González Medina (Valparaíso, 6 de septiembre de 1888-Ibíd, 21 de junio de 1947) fue un abogado y político chileno, miembro del Partido Conservador. Se desempeñó como diputado, alcalde y regidor de Valparaíso.

## Familia y estudios
Nació en la ciudad de Valparaíso el 6 de septiembre de 1888, hijo de Desiderio González y Ana Rita Medina Rey. Realizó sus estudios superiores en la carrera de derecho de la Universidad de Chile, jurando como abogado ante la Corte Suprema el 8 de junio de 1912.
Se dedicó a ejercer su profesión en Valparaíso, en la Sociedad Romaní, González, Barros y Muñoz. Por otra parte, desarrolló también actividades periodísticas, y fue director del diario La Unión.
Se casó en 1920 con María Inés Robinson Azagra, con quien tuvo siete hijos: María Ester, María Inés, María Teresa, Gabriela, Elías, Laura y María Isabel.

## Carrera política
Militante del Partido Conservador, en las elecciones parlamentarias de 1921, se postuló como candidato a diputado por Valparaíso y Casablanca, resultando electo por el período 1921-1924. En su gestión actuó como diputado reemplazante en la Comisión Permanente de Legislación y Justicia; y en la de Guerra y Marina; e integró la Comisión Permanente de Instrucción Pública.
Posteriormente, fue miembro de la Junta de Vecinos de Valparaíso en 1927, y en 1932, fue nombrado por el presidente radical Juan Esteban Montero como alcalde de Valparaíso, cargo al que renunció el 4 de junio de ese año, a raíz del golpe de Estado liderado por el socialista Arturo Puga Osorio.
Más adelante, en las elecciones municipales de 1935, resultó electo como regidor de Valparaíso por el período 1935-1938. Falleció en esa ciudad el 21 de junio de 1947, a los 68 años.